# Dirk Eggers
Dirk Eggers (* 1967) ist ein deutscher TV-Produzent.
Geboren wurde er in Wilhelmshaven, seine Kindheit und Jugend verbrachte er in Sillenstede.
Während seines Studiums an der Universität der Künste Berlin (Fachbereich "Gesellschafts- und Wirtschaftskommunikation") schrieb er Filmkritiken für Berliner Stadt- und Musikmagazine. Nach ersten Arbeiten für TV-Produktionen und Praktika bei u. a. 20th Century Fox und einem Volontariat beim ZDF schrieb er seine Diplomarbeit "Filmfinanzierung", die in überarbeiteter Form als Fachbuch vom Erich Schmidt Verlag in vier Auflagen veröffentlicht wurde.
Nach dem Studium war er von 1993 bis 1994 Lektor für Dagmar Rosenbauer (Produzentin), damals Producerin bei Ziegler Film.

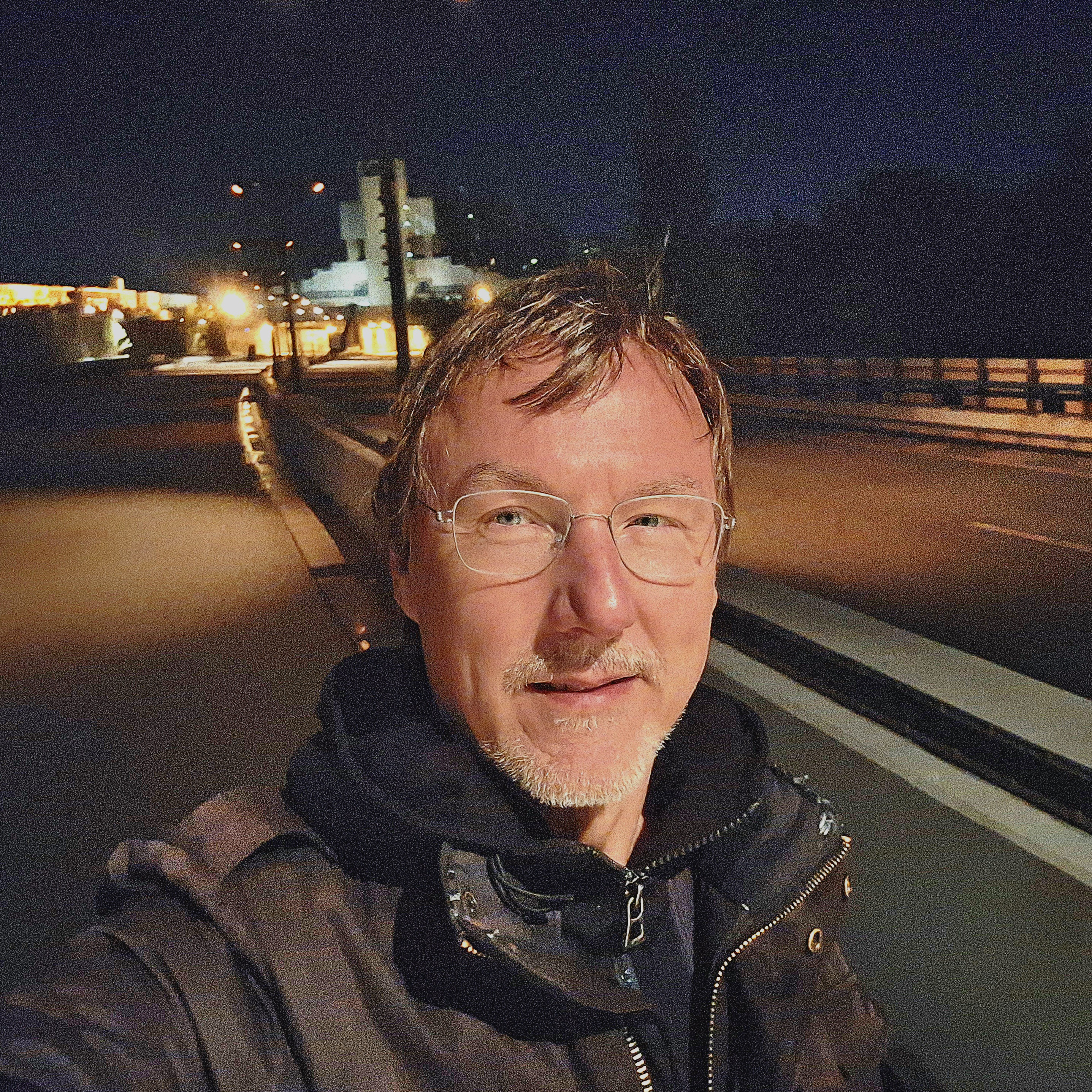
Executive Producer Dirk Eggers, on the set of "Hundertdreizehn" in Berlin

Von 1995 bis 2002 war er als Producer für verschiedene Produktionsfirmen tätig und hat in dieser Zeit u. a. die ersten Staffeln von Alarm für Cobra 11 – Die Autobahnpolizei produziert.
Seit 2003 arbeitet er als selbständiger Produzent/Executive Producer.
Für das TV-Live-Event "Feuer in der Nacht" (ZDF) wurde er für den Grimme-Preis nominiert.
Die Inspektor Jury - Reihe war die erste Adaption der Krimireihe von Martha Grimes.  2012 wurde Martha Grimes von den Mystery Writers of America zum "Grand Master" ernannt.
Zuletzt hat er mit dem Drehbuchautor Arndt Stüwe die Event-Serie "Hundertdreizehn" entwickelt und diese 2024 mit Windlight Pictures ("part of ITV Studios group") für WDR/ARD Degeto und ORF produziert, Regie führt Rick Ostermann, die Premiere im Streaming und Free TV ist für Herbst 2025 vorgesehen.

## Filmografie
- 1996 Sperling und das Loch in der Wand
- 1996–1998 Alarm für Cobra 11 – Die Autobahnpolizei
- 1998 HeliCops – Einsatz über Berlin
- 1998–2000 Gute Zeiten, schlechte Zeiten
- 2002 Weihnachtsmann gesucht
- 2004 LiveMovie: Feuer in der Nacht (ZDF)
- 2006 SOKO Rhein-Main
- 2007 Nur ein kleines bisschen schwanger
- 2013 Heiter bis tödlich: Zwischen den Zeilen
- 2014–2018 Inspektor Jury
- 2021 Der Rhein-Ruhr-Ripper Frank Gust (RTL+)
- 2024 Hundertdreizehn (WDR/ARD/ORF)